# Улрих III (Хоенлое-Браунек)
Улрих III фон Хоенлое-Браунек-Халтенбергщетен (на немски: Ulrich III von Hohenlohe-Brauneck-Haltenbergstetten; * вер. пр. 1337; † 17 февруари 1366/1367) е господар на Хоенлое-Браунек в Халтенбергщетен (1345 – 1366/1367).

## Произход
Той е големият син на Улрих II фон Браунек в Халтенбергщетен († 1345) и първата му съпруга. Баща му се жени втори път през 1337 г. за графиня Аделхайд фон Хоенлое-Вайкерсхайм († 1340), вдовица на граф Конрад V фон Йотинген († 1313) и на граф Лудвиг VIII фон Ринек († 1333), дъщеря на граф Крафт I фон Хоенлое-Вайкерсхайм († 1313) и втората му съпруга Маргарета фон Труендинген († 1293/1294).

## Фамилия
Улрих III фон Хоенлое-Браунек-Халтенбергщетен се жени 1345 г. за Елизабет фон Меренберг († сл. 1375), дъщеря на Хартрад (V/VI) фон Меренберг († сл. 1328) и Лиза фон Сайн († сл. 1328), дъщеря на граф Йохан I фон Сайн-Хахенбург († 1324) и ландграфиня Елизабет I фон Хесен († 1293) Те имат един син:
- Улрих IV (* пр. 1366; † ок. 19 април 1381), с него изчезва линията „Хоенлое-Браунек в Халтенбергщетен“.

Лиза се омъжва втори път за Луполд Кюхенмайстер фон Нортенберг († ок. 1375).